# 卡露的情人
是一部根據派翠西亞·海史密斯所著小說《鹽的代價》所改編的劇情片。2013年5月，製片方溫斯坦影業宣布此片由《遠離天堂》、《搖滾啟示錄》的導演陶德·海恩斯執導，並由凱特·布蘭琪和魯妮·瑪拉主演。2014年3月12日，於美國辛辛那堤開鏡。入选第68屆坎城影展主竞赛片。魯妮·瑪拉並以本片獲得坎城影展最佳女演員獎。

## 劇情
1950年代的曼哈頓，20歲的年輕女子特芮絲（魯妮·瑪拉 飾）在曼哈頓某家百貨公司玩具部門擔任售貨員，但心中嚮往的卻是攝影師的工作，志趣不符的現況讓百無聊賴的生活猶如一攤死水。某日，一位美麗優雅的金髮貴婦卡蘿（凱特·布蘭琪 飾）前來百貨公司玩具部購買聖誕節禮物，離開前遺落了手套在特芮絲的櫃檯，特芮絲並將其寄還給卡蘿，為了表達感謝之意，卡蘿則邀請特芮絲在午休時間一起吃午餐，餐敘中，特芮絲得知卡蘿育有一女，且正與丈夫哈吉（凱爾·錢德勒 飾）辦理離婚手續，卡蘿此時也邀請特芮絲假日來她的家裡參觀，特芮絲馬上答應了。正當兩人在卡蘿家時，哈吉突然回到家，並告知要帶走女兒與其母親一起過聖誕節，但是當天本是屬於卡蘿與女兒相處的日子，兩人為此爭吵。最後，哈吉帶走了女兒，而狼狽的卡蘿則載著不知所措的特芮絲前往車站，草草結束了兩人的聖誕夜。
特芮絲回到家中，正好接到卡蘿的電話，電話中卡蘿為自己稍早的失態表達抱歉，並約定隔天晚上前往特芮絲的住處拜訪。隔日，卡蘿前往律師事務所得知丈夫以卡蘿與其閨密艾比（莎拉·保羅森 飾）過從甚密為由之道德條款申請禁令，使得卡蘿將長時間無法女兒見面，卡蘿困擾於此，故邀請特芮絲一起驅車前往西部旅遊散心，展開了一場近一個月的公路之旅。這段隨意又漫無目的之旅程，使卡蘿和特芮絲的感情日益增長，度過了一段親密的兩人世界。但旅途中，因為艾比的電報，讓兩人發現正在與卡蘿打離婚官司的卡蘿丈夫哈吉為了爭取女兒的監護權，竟然僱用私家偵探跟蹤及竊聽兩人，卡蘿出面與偵探交涉未果，使卡蘿不得不中斷行程，抽身回家處理離婚官司和監護權的事宜，並請求艾比前來協助特芮絲返家。
醒來發現只剩下自己一人的特芮絲，收到了卡蘿留給她的信，在心痛不捨以及難過中讓特芮絲開始思考這段不被世人接受的愛情應何去何從......。

## 主要角色
- 卡蘿（Carol Aird）：凱特·布蘭琪 飾
- 特芮絲（Therese Belivet）：魯妮·瑪拉 飾
- 艾比（Abby Gerhard）：莎拉·保羅森 飾
- 咍吉（Harge Aird）：凱爾·錢德勒 飾
- 理查（Richard）：傑克·蘭西 飾
- 湯米（Tommy）：柯瑞·麥克·史密斯 飾
- 丹尼（Dannie）：約翰·馬加洛（英语：John Magaro） 飾[4]
- 海莫斯（Fred Haymes）：Kevin Crowley 飾
- 康翠爾（Genevieve Cantrell）：凱莉·布朗絲登（英语：Carrie Brownstein） 飾

## 製作
2013年3月，製片方宣布即將拍攝改編自派翠西亞·海史密斯原著小說《鹽的代價》電影版，由陶德·海恩斯執導、凱特·布蘭琪和蜜雅·娃絲柯思卡主演。2013年8月31日，原蜜雅·娃絲柯思卡飾演的角色Therese Belivet改由魯妮·瑪拉擔綱演出。
2014年3月12日，此片在辛辛那堤伊甸公園（Eden Park）正式開鏡。同年4月24日，凱特·布蘭琪的戲份全部拍攝完畢。5月17日，製片方攜片至第67屆坎城影展販售國外版權，釋出首張劇照。

## 評價
《卡露的情人》獲得佳評如潮，爛番茄根據318條專業評論，獲得「新鮮度」94%，平均得分8.6/10，觀眾好評度74%，平均分數3.8/5，網站影評家共識寫道「由陶德·海恩斯靈巧的導演塑造，並由凱特·布蘭琪和魯妮·瑪拉領導的強大演員陣容提供動力，《卡露的情人》不辜負其開創性的源材料。」，2022年11月在爛番茄發表的「有史以來最佳聖誕節電影」排行榜位居第6名。

## 獎項
- 第68屆坎城影展最佳女演員獎：魯妮·瑪拉
- 美国电影学会：年度十佳电影
- 第73届金球奖最佳剧情片、最佳导演、最佳剧情类女主角（Cate Blanchett，Rooney Mara）、最佳配乐5项提名
- 第88届奥斯卡金像奖：最佳女主角（Cate Blanchett）、最佳女配角（Rooney Mara）、最佳摄影、最佳改编剧本、最佳原创音乐、最佳服装设计（Sandy Powell）6项提名
- 第69届英国电影学院奖：最佳影片、最佳导演、最佳女主角（Cate Blanchett）、最佳女配角（Rooney Mara）、最佳摄影、最佳改编剧本、最佳发型与化妆（Jerry DeCarlo, Patricia Regan）、最佳服装设计（Sandy Powell）、最佳美术指导（Judy Becker, Heather Loeffler）9项提名
- 第31届独立精神奖：最佳摄影奖（Edward Lachman），最佳影片、最佳导演、最佳编剧、最佳女主角（Cate Blanchett，Rooney Mara）5项提名
- 第20届卫星奖：最佳原创配乐奖（Carter Burwell），最佳影片、最佳女主角（Cate Blanchett）、最佳女配角（Rooney Mara）、最佳剪辑4项提名
- 第22届演员工会奖：最佳女主角（Cate Blanchett）、最佳女配角（Rooney Mara）2项提名
- 美国编剧工会奖：最佳改编剧本提名
- 国家影评人协会：最佳导演、最佳摄影奖

## 外部連結
- 互联网电影数据库（IMDb）上《卡露的情人》的资料（英文）
- AllMovie上《卡露的情人》的资料（英文）
- Box Office Mojo上《卡露的情人》的資料（英文）
- 爛番茄上《卡露的情人》的資料（英文）
- Metacritic上《卡露的情人》的資料（英文）
- 開眼電影網上《卡露的情人》的資料（繁體中文）
- 豆瓣电影上《卡露的情人》的資料 （简体中文）
- 时光网上《卡露的情人》的資料（简体中文）